# Mario Varglien
Mario Varglien (Fiume, 1905. december 26. – 1978. augusztus 11.) világbajnok olasz labdarúgó, fedezet, edző.

## Pályafutása

### Klubcsapatban
1905. december 26-án a Magyarországhoz tartozó Fiuméban született. Szülővárosában, az Olympia Fiume csapatában kezdte a labdarúgást, ahol 1920-ban mutatkozott be az első csapatban. Az 1926–27-es idényben a Fiumana, a következő idényben a Pro Patria labdarúgója volt. 1928-ban a Juventus csapatához szerződött, ahol öt bajnoki címet (1930–31, 1931–32, 1932–33, 1933–34, 1934–35) és két olasz kupát (1938, 1942) nyert a csapattal. 14 szezonon át szerepelt a torinói csapatban. Az 1942–43-as idényben a Sanremese, az 1943–44-esben pedig a Triestina labdarúgója volt, majd abba hagyta az aktív labdarúgást.

### A válogatottban
1935-ben egy alkalommal szerepelt az olasz labdarúgó-válogatottban. Tagja volt az 1934-es világbajnoki címet nyert csapatnak, de pályára nem lépett

### Edzőként
Az 1942–43-as idényben a Sanremese csapatánál kezdte edzői pályafutását játékos-edzőként. A második világháborút követően, 1946-ban kezdett edzőként tevékenykedni.
1946-ban a Padova, 1946–47-ben a Triestina vezetőedzője volt. 1948 és 1951 között a Como, 1951–52-ben a Pro Patria, 1952 és 1954 között az AS Roma szakma munkáját irányította.

## Sikerei, díjai

### Játékosként
Olaszország
- Világbajnokság
  - aranyérmes: 1934, Olaszország

 Juventus
- Olasz bajnokság (Serie A)
  - bajnok: 1930–31, 1931–32, 1932–33, 1933–34, 1934–35
- Olasz kupa (Coppa Italia)
  - győztes: 1938, 1942

### Edzőként
Como
- Olasz bajnokság (Serie B)
  - bajnok: 1948–49